# 施卓琪
馬爾文的史密斯女男爵賈桂琳·吉爾·「賈姬」·史密斯，PC（英語：Jacqueline Jill "Jacqui" Smith, Baroness Smith of Malvern，1962年11月3日—），中國大陸譯作雅基·史密斯，香港譯作施卓琪，英國工黨政治家，現任婦女及平等事務國務大臣兼教育部技能事務部長。1997年至2010年間任雷迪奇選區國會議員，2007年至2009年是英國歷來首位出任內政大臣的女性，也是繼前首相戴卓爾夫人和前外相貝嘉晴後，第三位出掌內閣重臣的女性。
史密斯在內政大臣任內爭議不斷，在2008年她嘗試立法賦予警方權力扣留「懷疑恐怖份子」或「涉及恐怖主義活動人士」最多42日，但被上議院否決；另外在受到多方阻力下，她繼續推動英國的國民身份證計劃，並在2008年11月率先向定居英國的非歐盟人士發放首批身份證。
在2008年11月27日，下議院發生議員辦公室遭受警方搜查的事件，史密斯被指事前不獲知會，而倍受反對黨抨擊。但她任內最大污點，是在2009年2月捲入國會津貼醜聞，被傳媒揭發涉嫌違規申領議員津貼，將倫敦的臨時住所申報為「第一居所」，但卻把與家人同住的雷迪奇住所申報為「第二居所」，以便申領「第二居所津貼」。到2009年3月，傳媒再揭發她曾動用納稅人公帑，報銷兩齣各值5英鎊的色情電影，引來輿論責難，民望急跌。儘管史密斯強調有關電影由丈夫訂購，但她仍致以道歉，並承諾全數退還涉及款項。
津貼醜聞對史密斯構成重大打擊，她除了在2009年6月退出內閣外，在同年10月再被下議院建議就津貼醜聞向全院道歉，最後在2010年大選，她敗於保守黨對手，為13年的國會議員生涯畫上句號。

## 生平

### 早年生涯
施卓琪在1962年11月3日生於英國伍斯特郡莫爾文（Malvern），父母均是教師和工黨地方議會議員，但母親曾一度支持社會民主黨。史密斯早年入讀當地的戴森派林斯高校（Dyson Perrins High School）和母親任教的蔡斯學校（The Chase School）。畢業後，她考入牛津大學赫特福德學院，主修哲學、政治學及經濟學，1984年取得文學士學位後再於伍斯特高等教育學院（Worcester College of Higher Education）修讀學位教師教育證書課程（PGCE）。
史密斯在1986年遷居至伍斯特郡東部的雷迪奇（Redditch），並在1986年至1989年間在雷迪奇的箭谷高校（Arrow Vale High School）任教經濟科，及後在伍斯特預科書院（Worcester Sixth Form College）任教，1990年起出任海布里奇高校（Haybridge High School）經濟科主任兼國家普通職業資格證書（GNVQ）導師。

### 政治生涯

#### 晉身下議院
家庭具工黨背景的史密斯，早在1991年至1997年擔任雷迪奇自治鎮議會議員，並在1990年代初獲工黨挑選到其中一張下議院的「全女班候選人名單」（All-Women Shortlist），雖然「全女班候選人名單」的設立後來因涉嫌構成性別歧視，在1996年被法庭裁定違法，但是在翌年的大選，她仍舊獲工黨安排出選雷迪奇選區。

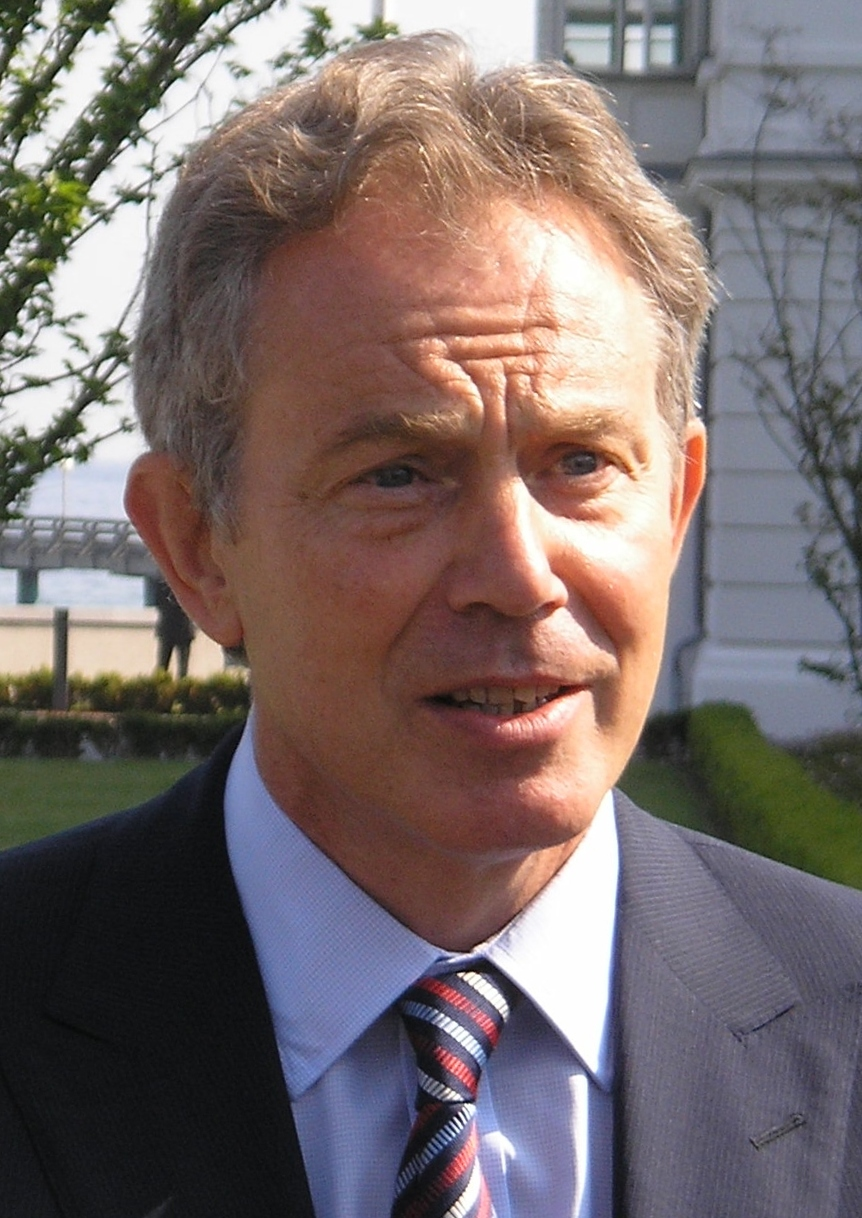
貝理雅
1997年至2007年任首相

在1997年的大選，工黨在黨魁貝理雅帶領下重挫馬卓安的保守黨上台執政，當年大選的女性當選人數打破了往屆紀錄，而史密斯亦不例外，在自己的選區當選，成功晉身下議院，是當年其中一位「寶貝」（Blair Babes）。此後在2001年和2005年的大選，她都在同一選區連任。
成為下議員後，史密斯在1999年7月加入工黨政府，最初在教育及就業部擔任政務次官，與學校標準部長莫莉絲（Estelle Morris）共事，2001年大選後，她改任衛生部國務大臣，至2003年出任副婦女事務部長，而當時的婦女事務部長是賀韻芝。在任副婦女事務部長期間，她參與推動政府制定和引入公民伙伴關係（Civil Partnerships）的方案，令同性婚姻在英國獲得法律承認。
史密斯在2005年大選後出任教育及技能部的國務大臣，專管學校事務。任內她積極與教師工會進行溝通，因而備受讚賞。至2006年貝理雅改組內閣，史密斯獲起用為首席黨鞭兼財政部國會秘書，當時時值黨內的白高敦派系催迫貝理雅讓出首相一位，經史密斯努力調停下，黨內不和才得以稍為平息。史密斯被外界視為善於協調工黨各派的人物，其中，英國廣播公司政治編輯尼克·羅賓遜（Nick Robinson）就曾在評論中認為她有效地「平息貝理雅和白高敦派系間的紛爭」。不過，史密斯在貝理雅掌政時期是被視為親貝理雅一方的，而貝理雅2007年在下議院議事廳宣佈卸任首相時，有傳媒更拍攝到她當場灑淚。

#### 內政大臣

##### 反恐工作
白高敦在2007年6月27日正式接替貝理雅出任首相後，在6月28日成功組閣，未曾擔任內閣要職的史密斯出乎輿論意料之外，獲邀入閣出任內政大臣，使她成為英國歷來首位女內政大臣，也是繼前首相戴卓爾夫人和前外相貝嘉晴後，第三位出掌內閣重臣的女性。

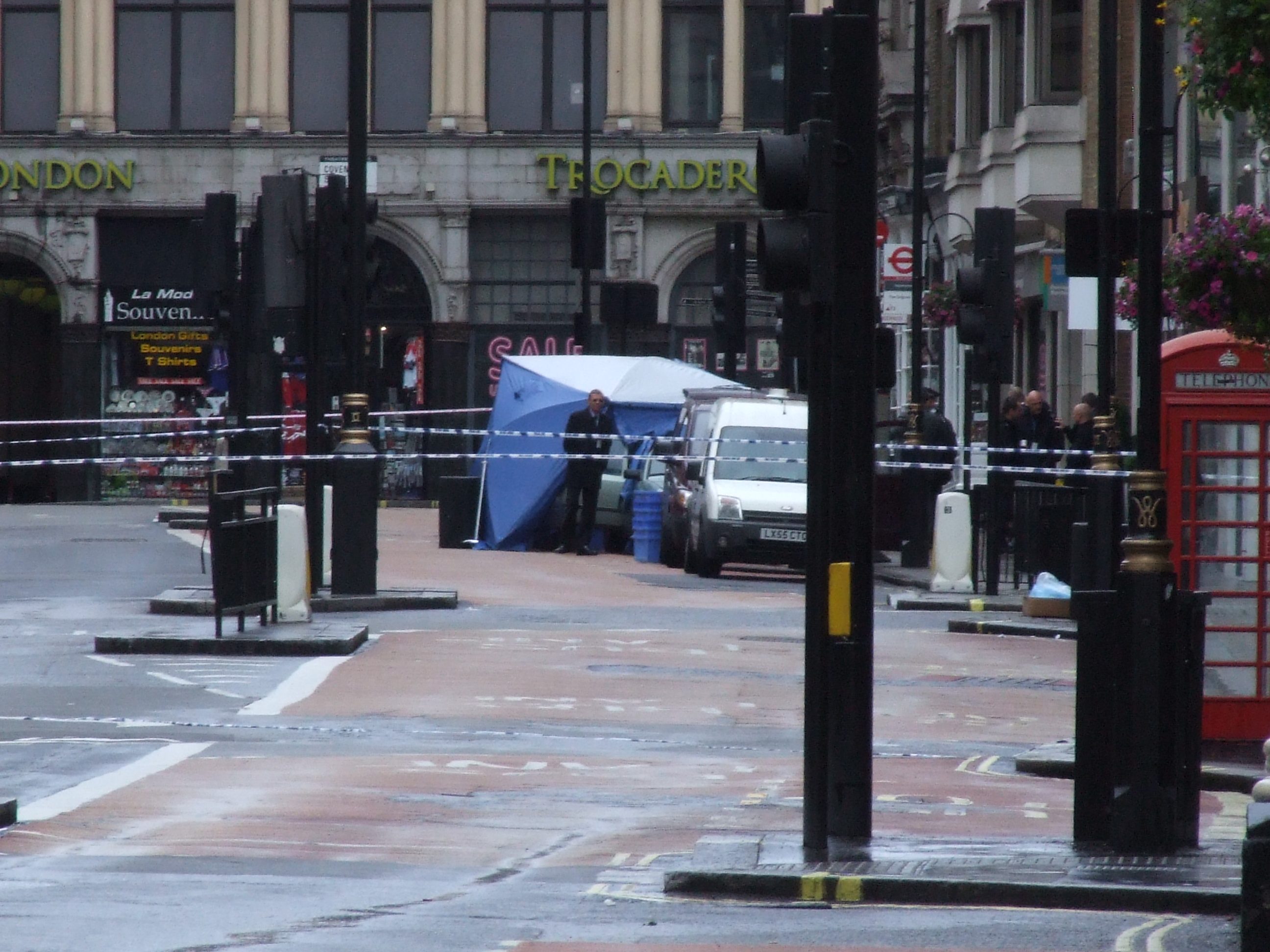
施卓琪上任翌日，即發生倫敦汽車炸彈案。

可是，新政府甫成立，本土卻接二連三發生恐怖襲擊，其中，在上任後的翌日6月29日和6月30日，她即要應對先後發生的倫敦汽車炸彈案和格拉斯哥國際機場襲擊案。為加強打擊本土的恐怖主義活動，她在2008年1月24日宣佈計劃擴大警察權力，包括賦予警方在未經落案起訴的情況下，扣留「懷疑恐怖份子」或「涉及恐怖主義活動人士」最多42日，比原來法例賦予的28日多出兩個星期。在同一月，她又高調地發表言論，聲稱自己晚上獨自在倫敦街頭會感到不安，又謂「尋常百姓不會在晚間外出」，引來輿論不少抨擊，指她代表政府默認打擊罪案不力。
史密斯將42日拘留期的建議納入政府的《反恐草案》，引來朝野很大爭議，不少聲音質疑建議有削奪人權之嫌。草案在2008年6月提交下議院表決，只能以315票對306票的些微票數通過，當中更有36名工黨議員倒戈投反對票。雖然草案獲得下院通過，但隨後在同年10月卻被上議院以309票對119票大比數否決，迫使史密斯宣佈收回有關建議，但不排除日後可因應需要透過緊急立法形式尋求國會採納。史密斯撤回建議後，草案才能在2008年11月獲通過正式成為法案。根據國會最後通過的《2008年反恐法案》，警方獲授權在落案起訴疑犯後，可繼續向疑犯進行盤問，而法庭亦可就恐怖主義罪行課以比以往更重的刑罰。
在2008年10月28日，史密斯宣佈會收緊極端份子入境英國的限制，並透露自2005年以來，共有230人被拒入境，其中大約80人是宗教極端份子。她還表示會制定限制入境人士名單，阻止極端份子和煽動仇恨的人士入境，名單會公開和提供其他國家參考。隨後在2009年5月5日，史密斯公佈一份載有16人的「不受歡迎人士」名單，當中包括以反墮胎、反同性戀和反移民立場著稱的美國保守派電台主持邁克爾·薩維奇（Michael Savage），引起薩維奇的強烈不滿，並揚言入稟控告史密斯誹謗。內政部回應指，如有人發起訴訟，內政部定必加以申辯，而史密斯則表示，如有任何人不能按照英國的規矩、標準和價值生活，就應排除在英國以外，並要讓國民知道哪些人士不受英國歡迎，其言論事後引起一定爭議。

##### 打擊罪案
在其他罪案方面，由工黨1997年執政至史密斯出任內政大臣初年，英國的輕微罪行數字錄得逐年遞減，但在2008年錄得的嚴重罪行，包括嚴重傷人、強姦和謀殺的個案數字，卻比1997年的時候多，其中，涉及青少年的傷人案件大幅飆升，特別引來社會關注。在2008年首七個月，單是倫敦就錄得20宗青少年被殺的案件，其中不少都是與青少年持刀傷人有關。為收阻嚇作用，史密斯在同年7月13日宣佈，凡青年一旦被搜出身上藏刀，都要被強制送到醫院，觀看刀傷受害人的慘況，不過有關建議可行性備受質疑，促使史密斯在翌日收回言論，澄清政府無計劃落實建議，結果被保守黨批評政府施政不加思考。此外，史密斯在2008年為英格蘭及威爾斯地區引入罪行繪圖系統，讓公眾可透過專門網站得悉各地的罪案率，以作相應對策。她還推動立法進一步規管英格蘭及威爾斯地區的賣淫活動，修例規定任何人士向受賣淫組織操控的妓女進行性交易，即屬干犯刑事罪行，至於與遭到非法販運的女子發生性行為，更有可能被控強姦。
史密斯嘗試引入一系列措施打擊罪案，雖沒有令英國罪案問題大幅惡化，但也沒有使得英國整體罪案率有明顯改善。根據政府在2009年1月的數據顯示，英格蘭及威爾斯在2008年的家居爆竊及持刀罪案數字皆有上升，其中家居爆竊數字上升百分之4，是過去7年以來最大升幅。至於根據政府在同年7月的數據，英格蘭及威爾斯2008年及2009年度的整體罪案率較上一年度下降百分之5，其中謀殺案及誤殺案只有648宗，較上年度減少百分之17，是過去20年來最低的數字，可是，持刀企圖謀殺案數目上升百分之11，高買案亦上升一成，有反對黨議員亦質疑，整體罪案數字下降是因為更多市民怯於舉報。

##### 國民身份證計劃
隨著《2006年身份證法案》的通過，史密斯任內其中一項重要工作是繼續為工黨政府推廣國民身份證計劃，希望藉此打擊一般罪案、假冒他人身份、以及恐怖主義等不法活動。在2008年11月，她宣佈政府率先開始向非歐盟海外留學生、以及憑婚姻關係定居英國的非歐盟人士等發放身份證，然後逐階段在2010年推廣至本土的青少年，最後在2012年擴及所有國民，但不會強迫所有國民申請，估計整個計劃在未來十年會動用約51億英鎊。除了計劃與私人機構合作外，史密斯另準備在大曼徹斯特和倫敦的機場推行為期18個月的先導計劃，強制所有機場僱員免費申領身份證，但計劃受到工會強烈反對，遲遲未能落實，最後政府被迫在2009年6月撤回計劃，當時史密斯已經卸任。
為了簡化申請程序，以及增強身份證的吸引力，史密斯在2009年5月進一步建議各個市鎮的大街商店也可以參與辦證工作，例如讓照相館為國民拍攝身份證相貌，國民甚至在逛街購物時，也可以在認可的店舖內擷取和提交自己的生物特徵資料。此外，她表示整個身份證計劃的預計開支進一步升至53億英鎊，而每張身份證預計收費30鎊。她又宣佈大曼徹斯特會是首個可讓居民購買身份證的試點，這個試點後來在同年11月生效。
儘管大力推廣身份證，各大反對黨一直批評計劃浪費納稅人金錢，而且身份證載列的資料涉嫌侵犯個人私隱，私人公司參與辦證，亦增加個人資料外泄的風險，不過，史密斯仍堅稱公眾「急不及待想要身份證」。另根據歐洲人權法院在2008年12月裁定，國民如無刑事紀錄，政府不可儲存其DNA和指模。這個裁決對身份證計劃構成一定打擊，但史密斯強調，即使國民未有刑事紀錄，政府仍傾向保留其DNA和指模6年，至於曾被指控干犯嚴重罪行或性罪行，但最終罪名不成立的人士，他們的DNA和指模更會保留12年，有輿論批評史密斯的回應，有違法院在判決當中的法律精神。
史密斯在2009年6月卸任內政大臣後，國民身份證計劃繼續由她的繼任人莊翰生推動。不過，白高敦政府在2010年5月垮台後，接手的保守黨-自民黨聯合政府內政大臣文翠珊即揚言在100日內廢止計劃，至於非歐盟人士的身份證計劃，卻獲得保留。

##### 禁毒風波

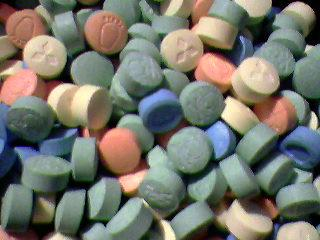
狂喜，又名「搖頭丸」。

推廣禁毒是史密斯任內另一項主要工作，在她上任後，白高敦即於2007年7月責成她重新審視英國的禁毒政策，但不久以後，她向傳媒承認自己在1980年代就讀牛津大學時，曾經有數次吸食大麻的經歷，結果被輿論質疑是否適合擔任禁毒工作。當被問及自己不能以身作則，如何為年青一代樹立良好榜樣時，史密斯強調當年與現今不同，近年愈來愈多研究清楚證明大麻對精神健康構成危險，因此她相信年青一代應更能理解大麻帶來的禍害。事實上，前工黨籍內政大臣祈卓禮、部份內政部政務次官、以至於工黨和保守黨的一些資深政治家，亦曾承認少時接觸過毒品，史密斯則重申，接觸大麻的經歷無礙她擔任內政大臣。
在2008年5月，史密斯不理會政府濫用藥物顧問委員會（ACMD）的建議，將原屬於丙類藥物的大麻重新修訂為乙類藥物，使之進一步受到法例管制。其實早在2004年，政府已將大麻由原來的乙類藥物，降為丙類藥物，所以史密斯推翻政府在2004年的決定，惹來時任委員會主席邁克爾·羅林斯爵士（Professor Sir Michael Rawlins）批評，指決定毫無根據。然而，史密斯反指有關決定是出於保障青少年的健康，在她的堅持下，有關修訂終在2009年1月26日生效。
繼大麻以後，史密斯在2009年2月再次不顧ACMD的意見，堅拒將屬於甲類藥物的狂喜降級。史密斯的決定引來委員會主席大衛·納特教授（Professor David Nutt）不滿，納特指委員會前後花費12個月研究4,000份學術報告，結論狂喜並不如海洛英和霹靂可卡因等甲類藥物危險，所以應該將狂喜降為乙類藥物，與安非他命等毒品看齊。納特質疑史密斯無視委員會建議，背後具政治目的，但政府則加以反駁，表示現階段「沒有計劃向青少年傳遞政府放寬管制狂喜的訊息」，又指出狂喜是英國國內第三流行的毒品，擔心降級會助長吸毒風氣。納特認為，藥物分類的作用，僅限於客觀地將各類藥物對人體構成的危害程度作分類。此外，納特甚至在學術期刊撰文，聲稱英國每年有100人死於「馬癮症候群」（Equine Addiction Syndrome），而死於狂喜的只有30人，認為將之歸類為甲類藥物，實屬不當。納特的言論刊出後，引來史密斯的強烈不滿，在史密斯下令後，納特最後向她和濫藥死者家屬道歉。終史密斯一任，政府與ACMD間的紛爭始終無法平息，ACMD甚至要求政府徹底改革藥物分級制度。

##### 案
在2008年11月27日，保守黨籍國會議員兼入境事務發言人祈達文（Damian Green）突然被倫敦警方拘捕，遭扣留問話9小時後，才獲准保釋，而格林的寓所以及位於肯特郡和下議院內的辦公室亦被警方搜查。警方搜查下院場地的行動，在事前未有取得法庭手令，亦未經時任下議院議長邁克爾·馬丁（Michael Martin）批准，警方只在行動前通知下院警衛官，而下議院警衛官簽署的一份同意聲明，就成為警方搜查行動的主要憑據。

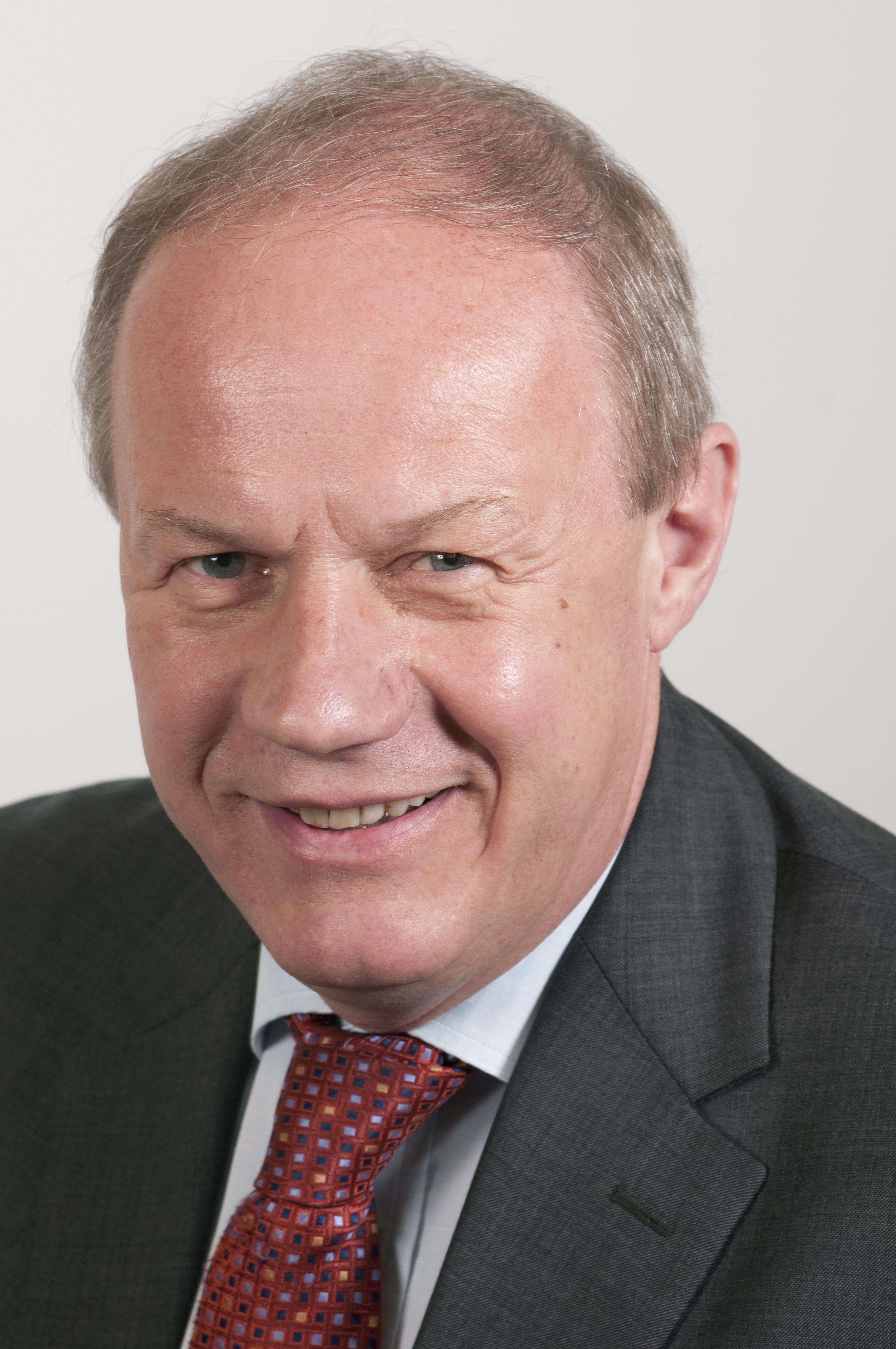
事件主角祈達文。

事件發生後，招來輿論極大反響，反對黨批評警方行動違反議會規條，削弱下議院監察政府的權力，而國會議員持有的機密資料也可能因為警方的行動而外泄，擔心警方淪為政府作政治搜查的工具。倫敦警方則表示，格林涉嫌「串謀公職人員行為失當」、以及「協助及教唆、引導或導致公職人員行為失當」，因此作出拘捕。據報，格林自2007年起多次透過一名叫克里斯托夫·高里（Christopher Galley）的內政部公務員取得內部文件，繼而向傳媒披露內容。與格林有關的一連串內政部文件外泄事件，包括在2007年11月，傳媒公開一系列內政部備忘，披露數以千計非法入境者獲准在白廳重地擔任保安工作，而史密斯在四個月前已知悉事件；此外，在2008年2月，傳媒又公開一封內政部官員白理安（Liam Byrne）收到的投訴電郵，內容聲稱一名來自巴西的非法移民透過偽造的身份證，獲准在國會工作。其他外泄的文件還包括一封史密斯寫給白高敦的信函，警告經濟衰退可導致罪案率上升、以及一份羅列可能會在《反恐草案》辯論投反對票的工黨議員名單等等。涉案的高里早於11月19日被警方拘捕，但隨後在不獲起訴的情況下無條件保釋。
白高敦和史密斯不約而同否認自己和任何內閣閣僚知道格林將被警方拘捕。在2008年12月4日的下議院辯論中，史密斯重申，內閣廳的確曾因為一連串的資料外泄而知會警方，但內閣和她本人對警方向格林採取的任何行動，概不知情。雖然如此，史密斯表示，即使她事前已知道警方會拘捕格林，也絕不適宜干預警方行動；她又認為一連串外泄事件打擊公務員團隊士氣。史密斯的言論引來保守黨猛烈批評，指她身為內政大臣，負責管理全國警隊，卻沒有被知會，反映她「無知」和極力卸責的態度，而工黨籍前內政大臣韋俊安博士亦認為，史密斯身為內政大臣而不獲知會如斯重要的行動，感到相當意外。
倫敦警方將案件轉介皇家檢控署後，署方在2009年4月16日宣佈放棄對格林和高里二人提出檢控，理由是考慮到格林取得的資料牽涉新聞自由以及公眾利益，加上涉案文件不是機密、亦不危害國家安全，在證據不足的情況下，決定不採取進一步行動。格林獲悉決定後，再次批評政府處事手法猶如奉行「極權主義」。史密斯則堅持如果警方不採取行動，才是「不負責任」的行為，她又指出自己的職責是「保障英國人民和有關他們的敏感資料，且一直都遵行這個職責」，但她同時宣佈會檢討警方現行展開行動的程序。消息指內政部對檢察署的決定相當不滿，而涉案的高里在內政部展開紀律聆訊後，於4月20日被正式革職。

##### 津貼醜聞

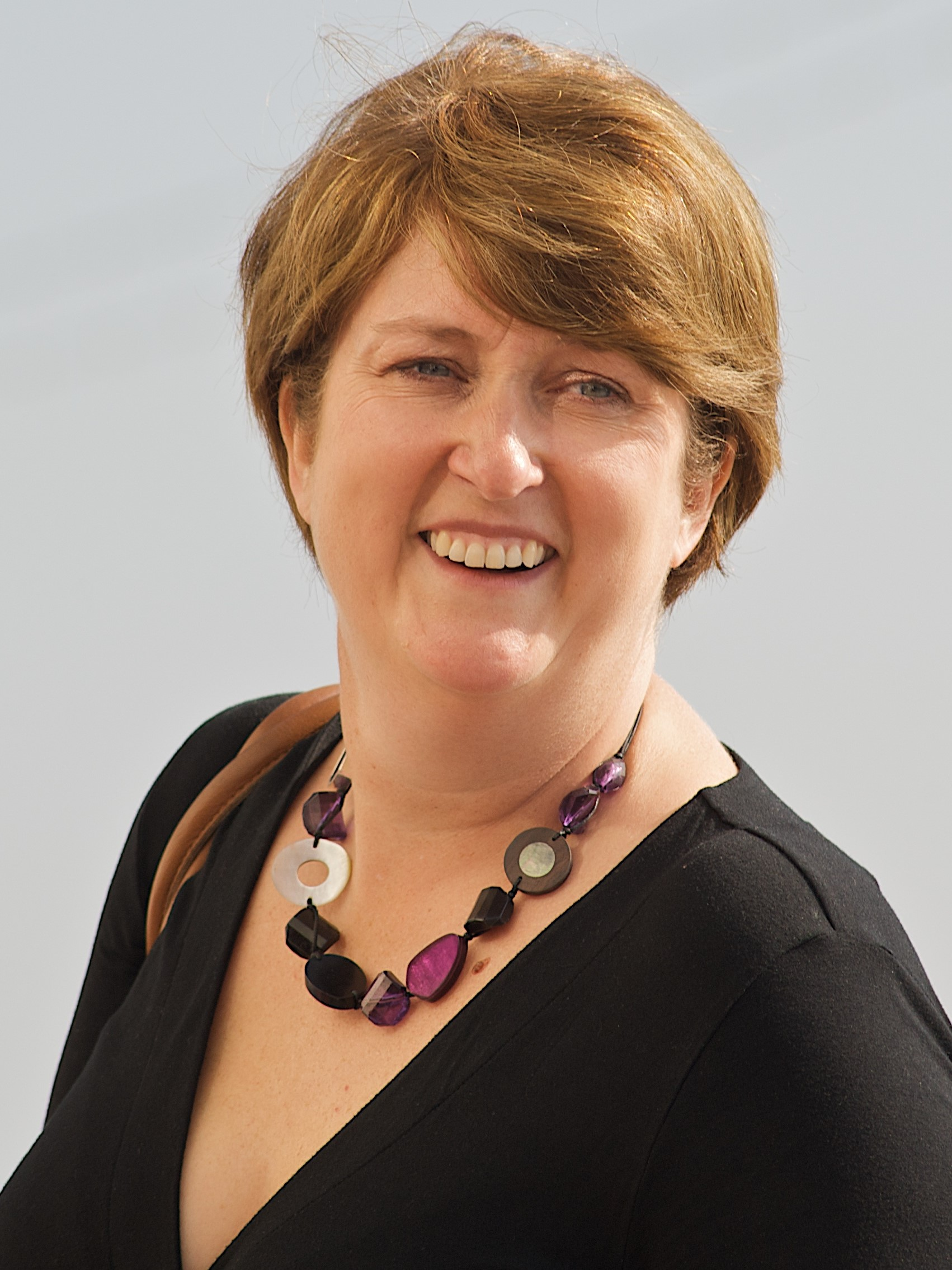
2009年的施卓琪

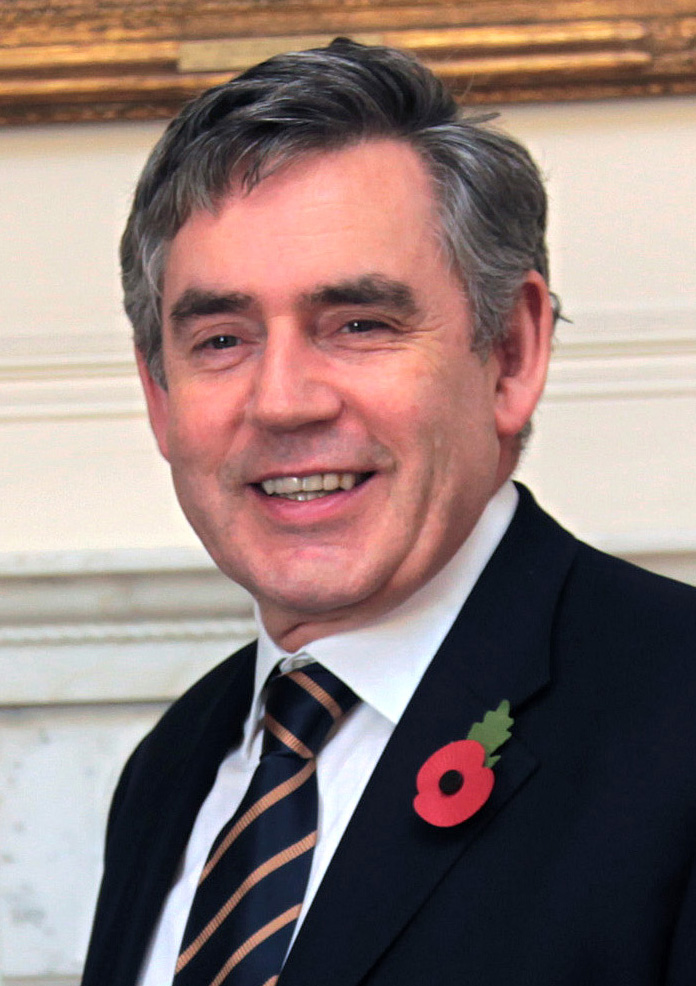
英揆白高敦在事件中支持施卓琪，認為她沒有做錯。

史密斯任內最大的致命傷，是關於她的津貼醜聞。在2009年2月8日，《星期日郵報》以大篇幅報導，披露史密斯涉嫌濫報房屋津貼。根據國會規定，假如國會議員的居所距離倫敦太遠，可以申領俗稱「第二居所津貼」的「附加費用津貼」（Additional Costs Allowance），用以補貼議員的生活開銷。根據規例，議員可自行決定原居所和倫敦住所，哪個屬於主要居所，而主要居所是指較常住的住所，稱之為「第一居所」，至於另一住所則稱為「第二居所」。「附加費用津貼」用以津貼「第二居所」，由報銷按揭利息，以至於一般住宅帳單、家居裝修、甚至購買尋常家俱和食物不等。
史密斯與丈夫和兩名兒子居於自己所屬的雷迪奇選區，但她卻向國會申報雷迪奇的住所是「第二居所」，相反，她身在倫敦時通常住在胞姊莎拉（Sara）家中，反把胞姊的寓所申報為自己的「第一居所」，即是自己的常住住所。透過這個安排，史密斯每年可從雷迪奇的住所申領最多24,000鎊，而單是從2004年至2009年，她便透過雷迪奇住所申領多達116,000英鎊。雖然史密斯身兼國會議員和內政大臣，但消息指她每星期一般至少有三日住在雷迪奇，而史密斯在倫敦住所的鄰居更聲稱，平日甚少見到史密斯出沒，質疑她在倫敦的住所並非主要居所。除此以外，史密斯被揭發就任內政大臣時，拒絕入住位於西敏的南伊頓廣場（South Eaton Place）官邸，進一步被質疑她為了申領津貼，寧可不搬進官邸。當時適逢傳媒開始揭露一連串的國會議員濫用津貼醜聞，史密斯的津貼醜聞更成為輿論熱門討論的議題之一。
面對種種指控，史密斯加以否認，堅稱自己一直合法申領「第二居所」津貼。她表示，自己公務繁多，經常留在倫敦辦公，故此雷迪奇的住所的確是她的「第二居所」。她還解釋，拒絕搬入官邸，是因為她與親姊情誼深厚，才選擇住在胞姊位於倫敦的住所，並以租住的形式住在屋內三間廂房的其中一間。史密斯強調自己一直按市價向胞姊繳交房租，並「共用房子的餘下空間」，而胞姊在報稅時也有將房租包括在內，不存在濫報津貼。然而，負責監察下院議員操守的國會規範專員約翰·里昂（John Lyon）在接獲三宗投訴後，於2009年2月18日宣佈決定就事件展開初步調查，隨後在2009年4月展開全面調查。
史密斯的津貼醜聞在2009年3月29日有進一步發展，當日《星期日快報》披露，她為雷迪奇住所申領的「第二居所」津貼當中，有一張價值67鎊的寬頻網絡連計次收費電影帳單，帳單內包括兩齣各值5鎊的色情電影，分別在2008年4月6日和4月8日於雷迪奇的家中收看。消息傳出後，史密斯在即日向公眾道歉，表示有關的色情電影是由丈夫訂購，自己並不知情，而丈夫在家中收看色情電影時，自己亦不在場。另一方面，她承認在申領津貼時未有檢查清楚所有提交的收據，在知悉事件後，已即時通報下院，並承諾會全數退還涉及的款項。至於史密斯的丈夫同日亦在雷迪奇的寓所外宣讀聲明，指自己令妻子尷尬而感到歉意，又明白為何大眾會就事件表達憤怒。
繼史密斯一家被揭發以納稅人公帑購買色情電影後，傳媒在2009年4月再披露其他由史密斯申領的部份津貼單據，涉及的物件包羅萬有，包括報銷價值550鎊的廚房石製洗滌槽連操作臺、總值568.95鎊的兩部洗衣機、價值119.99鎊的地毯清潔器、1,000鎊的火爐、369.99鎊的平面電視、575鎊的扶手椅、511.2鎊的沙發床、四件價值72鎊的咕𠱸、以及110鎊的床單。其他還有價值405.37鎊的抽水馬桶、約值500鎊的花灑連水龍頭、甚至是僅值88便士的浴缸塞子，也是由史密斯透過「第二居所」報銷的物品。對此，史密斯辯稱申領的津貼合情合法，強調浴缸塞子等小零件是一張帳單內的其中一項物品，她並非刻意一併申報。對於色情電影一事，她重申感到「歉意」和「憤怒」，承認自己有錯，不過，她堅稱倫敦住所是她的「第一居所」，自己也要和親姊共同承擔倫敦的生活開支。
儘管白高敦和其他內閣閣僚在事件中公開支持史密斯，認為她沒有做錯，又讚揚她在內政部的工作，但她與其他國會議員觸發的連串開支醜聞，促使普遍輿論要求政府儘早改革國會的薪津制度。而前政府公眾生活規範委員會主席阿利斯泰爾·葛蘭姆爵士（Sir Alistair Graham）更於2009年5月10日在《觀察家報》撰文，猛烈批評史密斯的連串津貼醜聞，指事件「近乎詐騙」，史密斯隨後反指對方「惡意中傷」，一度威脅會採取法律行動。在6月5日，倫敦警察廳連同皇家檢察署發表聲明，指由於未能搜集到足夠的證據，證明津貼醜聞存在刑事成份，因此結論，警方和檢察當局不會對包括史密斯在內的絕大部份國會議員開支醜聞提出起訴，至於個別涉及刑事成份的欺詐津貼個案，則會繼續作出跟進。聲明又指，絕大部份國會議員申報的津貼有事實根據，意味史密斯的津貼醜聞不由警方負責處理。

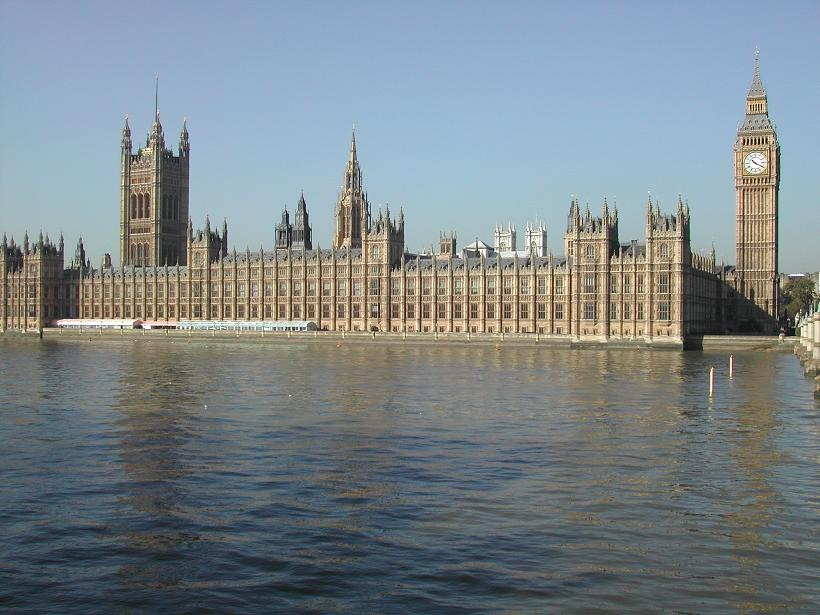
下院國會規範專員在2009年10月發表調查報告，結論施卓琪犯錯。雖然院方不會採取進一步行動，但建議施卓琪向下院道歉。

雖然如此，國會規範專員約翰·里昂仍繼續就事件進行調查，並在2009年10月12日發表報告。根據報告內容，史密斯於1999年7月加入政府時，按當時規例，是需要將倫敦的住所列為「第一居所」的，但當2004年國會修例，規定議員要把最常住的居所列作「第一居所」時，她卻沒有跟隨將雷迪奇的住所列為「第一居所」。報告續稱，由2007年6月28日至2008年3月31日期間，史密斯居於雷迪奇的日子比居於倫敦的日子多出26日，加上她的家庭居於雷迪奇，因此結論史密斯應把雷迪奇的住所申報為「第一居所」，而倫敦的住所實際上只可稱得上是在別人家中的其中一間廂房暫住，不是「第一居所」。但是，報告又指出，史密斯在2007年6月向下議院查詢有關規例時，當時院方錯誤地建議她可將倫敦的住所申報為「第一居所」，故責任不是完全落到她的身上；再加上史密斯無論申報倫敦或雷迪奇的寓所為「第一居所」，都無礙她申領「第二居所津貼」，因此結論下議院無需採取進一步行動。不過，報告認為史密斯有責任清楚了解津貼的發放條款，不可以院方提供錯誤建議作推卸藉口，建議她向下議院公開道歉。
就色情電影方面，報告批評史密斯沒有檢查清楚用以申領津貼的帳單，而且在八個月內五次申領涉及電影和體育節目的開銷，超出津貼限額。但姑念她在事後即時公開道歉，而且已全數退還款項，所以亦結論無需採取進一步行動。
報告發出後，史密斯在下議院會議上宣讀聲明，表示再就電影開支一事「毫無保留」地道歉。雖然她堅持自己在申報「第一居所」一事上清白，又指責報告調查不公平，內容多為主觀判斷，但她最終接受報告建議，亦就事件向下議院道歉。

#### 失去支持
史密斯的津貼醜聞對她構成很大困擾，也使她在公眾面前交代內政政策感到相當困難，擔心自己的誠信受到質疑，甚至會拖累政府和工黨的形象。此外，連串醜聞也使到史密斯的支持度急劇下滑，據工黨在2009年3月進行的內部民意調查發現，史密斯成為一眾內閣閣員表現最差的一位，有百分之56的黨內受訪者認為她不稱職。未幾，輿論即傳出史密斯將會在內閣改組中辭職，這個傳言後在2009年6月2日得到史密斯本人親自承認，當時她表示辭職是「為了家庭」和專注更多時間到自己的雷迪奇選區。在6月5日，白高敦宣佈改組內閣，史密斯不再任內政大臣，由莊翰生接任，其他退出內閣的還包括禤智輝、貝嘉晴、貝禮高和貝海珊等人。
卸任後的史密斯在7月接受雜誌訪問，承認自己當初缺乏經驗，感到不足以勝任內政大臣的職責。她表示要靠運氣才可做好這份工作，又建議新任官員應接受適當的訓練，甚至要上入門課程。另在《衛報》的訪問當中，史密斯承認色情電影醜聞是她決定辭職的主要原因，並指津貼醜聞使到政府不能專注本身的各項政策。
在2010年5月6日的英國大選當中，史密斯在所屬的雷迪奇選區得13,317票，屈居第二，以5,821票之差敗於保守黨候選人凱倫·藍萊（Karen Lumley），結束長達13年的國會議員生涯。在落選宣言中，史密斯對於有機會服務雷迪奇選區，覺得「相當光榮」。至於執政工黨亦在大選中落敗，同樣結束13年的執政，史密斯寄語新任保守黨籍內政大臣文翠珊，叮囑她內政大臣一職猶如「下了毒的酒杯」。

## 個人生活
施卓琪在1987年10月於伍斯特郡莫爾文嫁給工程師出身的丈夫理查德·添尼（Richard Timney，1963年－），兩人育有兩名兒子，而婚後的史密斯在公眾場合未有改夫姓。在2008年12月，添尼被發現多次撰文到不同報章，讚揚和支持史密斯推行的政策，但沒有同時表明自己是她的丈夫兼選區助理。

## 榮譽
- P.C. （2003年8月22日[84]）
- Hon. M.A. （伍斯特大學，2005年[85]）

## 外部連結
- 網頁
  - 施卓琪官方網站
  - 衛報的施卓琪資料 （页面存档备份，存于）
  - TheyWorkForYou.com - 施卓琪 （页面存档备份，存于）
  - BBC的施卓琪資料 （页面存档备份，存于）
  - 每日郵報關於施卓琪任內表現評述 （页面存档备份，存于），2009年6月4日
  - 每日電訊報報導有輿論反對施卓琪晉身上議院 （页面存档备份，存于），2009年10月13日
- 視像
  - 施卓琪承認少時曾吸大麻 （页面存档备份，存于），2007年7月
  - 施卓琪討論津貼醜聞 （页面存档备份，存于），2009年2月

| 大不列颠及北爱尔兰联合王国国会 | 大不列颠及北爱尔兰联合王国国会 | 大不列颠及北爱尔兰联合王国国会          |
| ------------------------------ | ------------------------------ | --------------------------------------- |
| 前任者： 新選區                | 雷迪奇國會議員 1997年 - 2010年 | 繼任者： 凱倫·藍萊                      |
| 官衔                           |                                |                                         |
| 前任者： 芭芭拉·羅切           | 副婦女部長 2003年 - 2005年     | 繼任者： 梅格·蒙恩                      |
| 前任者： 史蒂芬·特維格         | 學校國務部長 2005年 - 2006年   | 繼任者： 占·奈特 為學習與在學者國務部長 |
| 前任者： 艾希妮                | 下議院黨鞭長 2006年 - 2007年   | 繼任者： 禤智輝                         |
| 前任者： 艾希妮                | 財政部政務次官 2006年 - 2007年 | 繼任者： 禤智輝                         |
| 前任者： 韋俊安博士            | 內政大臣 2007年 - 2009年       | 繼任者： 莊翰生                         |